# 奧古斯塔鎮區 (明尼蘇達州拉基帕爾縣)
奧古斯塔鎮區（英語：Augusta Township）是位於美國明尼蘇達州拉基帕爾縣的一個行政鎮區，於1880年設立。

## 地方資料
奧古斯塔鎮區的面積為74.29平方千米，當中陸地面積為73.89平方千米，而水域面積為0.40平方千米。根據2020年美國人口普查的數據，當地共有人口91人，而人口密度為每平方千米1.22人。